# 東京私立初等学校協会
東京私立初等学校協会（とうきょうしりつしょとうがっこうきょうかい）は、東京都に所在する私立小学校から構成される任意団体。

## 概要
東京都内の私立小学校は全校が加盟しているが、それに加え、初等教育を行っている私立特別支援学校の愛育養護学校も加盟しているため、純粋な小学校の連盟組織というわけではない。

## 所在地
- 〒102-0073 東京都千代田区九段北4-2-25 私学会館別館5階

## 加盟校
- 愛育養護学校
- 青山学院初等部
- 小野学園小学校
- 学習院初等科
- 川村小学校
- 暁星小学校
- 国立音楽大学附属小学校
- 国立学園小学校
- 国本小学校
- 慶應義塾幼稚舎
- 啓明学園初等学校
- 光塩女子学院初等科
- 晃華学園小学校
- サレジオ小学校
- 自由学園初等部
- 淑徳小学校
- 聖徳学園小学校
- 昭和女子大学附属昭和小学校
- 白百合学園小学校
- 菅生学園初等学校
- 聖学院小学校
- 成蹊小学校
- 成城学園初等学校
- 聖心女子学院初等科
- 聖ドミニコ学園小学校
- 星美学園小学校
- 清明学園初等学校
- 玉川学園小学部
- 帝京大学小学校
- 田園調布雙葉小学校
- 東京三育小学校
- 東京女学館小学校
- 東京創価小学校
- 東京都市大学付属小学校
- 東星学園小学校
- 桐朋小学校
- 桐朋学園小学校
- 東洋英和女学院小学部
- トキワ松学園小学校
- 新渡戸文化小学校
- 日本女子大学附属豊明小学校
- 雙葉小学校
- 文教大学付属小学校
- 宝仙学園小学校
- 明星学園小学校
- むさしの学園小学校
- 武蔵野東小学校
- 明星小学校
- 目黒星美学園小学校
- 立教小学校
- 立教女学院小学校
- 和光小学校
- 和光鶴川小学校
- 早稲田大学系属早稲田実業学校初等部